# Groupe de NGC 6278
Le groupe de NGC 6278 est un trio de galaxies situé dans la constellation d'Hercule. La distance moyenne entre ce groupe et la Voie lactée est d'environ 43,2 Mpc (∼141 millions d'al). 

## Membres
Le tableau ci-dessous liste les trois galaxies du groupe indiquées dans l'article de A.M. Garcia paru en 1993.
| Nom       | Class. | Type                     | α (J2000.0)   | δ (J2000.0) | Vitesse radiale (km/s) | m     | Distance (Mpc) | Diamètre (kal) |
| --------- | ------ | ------------------------ | ------------- | ----------- | ---------------------- | ----- | -------------- | -------------- |
| NGC 6267  | SBc    | Spirale barrée           | 16h 58m 08.6s | 22° 59′ 06″ | 2980 ± 1               | 13,1  | 44,0 ± 2,2     | 67             |
| NGC 6278  | S0     | Lenticulaire             | 17h 00m 50.3s | 23° 00′ 40″ | 2832 ± 5               | 12,4  | 41,8 ± 2,9     | 69             |
| UGC 10650 | Im     | Irrégulière magellanique | 17h 00m 14.6s | 23° 06′ 23″ | 2964 ± 1               | 14,30 | 43,7 ± 3,1     | 109            |

Le site DeepskyLog permet de trouver aisément les constellations des galaxies mentionnées dans ce tableau ou si elles ne s'y trouvent pas, l'outil du site constellation permet de le faire à l'aide des coordonnées de la galaxie. Sauf indication contraire, les données proviennent du site NASA/IPAC.